# (5815) Shinsengumi
(5815) Shinsengumi est un astéroïde de la ceinture principale.

## Description
(5815) Shinsengumi est un astéroïde de la ceinture principale. Il fut découvert le 3 janvier 1989 à Geisei par Tsutomu Seki. Il présente une orbite caractérisée par un demi-grand axe de 3,19 UA, une excentricité de 0,04 et une inclinaison de 22,8° par rapport à l'écliptique.

## Compléments